# Arizola
Arizola è un centro abitato della contea di Pinal, nell'Arizona. Ha un'altitudine stimata di 438 metri sul livello del mare.
Il nome della comunità risulta essere l'unione dei nomi Arizona e Ola Thomas, la figlia di un primo colono.